# Rumbula Flyveplads
Rumbula er en tidligere militær lufthavn i Letland ca. 11 km sydøst for Riga bycentrum. Luftbasen blev brugt af militæret i 1950'erne og 1960'erne. I 1960'erne blev den midlertidigt brugt som passagerlufthavn for større fly indtil Riga International Airport åbnede i 1973.
I hvert fald siden 2001 har lufthavnen ikke været brugt som militærbase og i årene derefter har bilforhandlere overtaget området og bruger det som opmagasinering og handelsområde. I de seneste år er paragliders og ultralette fly begyndt at bruge banen som start og landingsbane. Der foregår en diskussion om hvem der har retten til at bruge området.
| Luftfart | Spire Denne artikel om flyvning er en spire som bør udbygges. Du er velkommen til at hjælpe Wikipedia ved at udvide den. |